# Eva Binon
Eva Binon (1982) is een Vlaams actrice en theatermaker.

## Levensloop
Binon studeerde aan KASK Gent in de afstudeerrichting drama.
Binon is een van de vaste acteurs in de sketches van Loslopend wild & gevogelte. Ze vertolkt de twitterende aspirant-agente Saskia Van Deun in de komedie Patrouille Linkeroever en had ook een rol in de absurde serie Generatie B. Ze was mama Katrien in Zie mij graag. In het tweede seizoen van Spitsbroers kreeg ze een belangrijke rol als de sportpsychologe Alix Van de Ven. In 2023 had ze een hoofdrol als een van de exen in de televisieserie Exen.
Daarnaast had Binon gastrollen in Vermist, Flikken, Witse, De zonen van Van As, Tom & Harry en Professor T.
In 2016 werd Binon moeder.